# 星际旅行角色列表
此列表列出了在星际旅行中登场过的角色，囊括星际旅行：初代、星际旅行：下一代、星际旅行：深空九号、星际旅行：航海家号和星际旅行：进取号这五部星际旅行。

## 星际旅行：初代

### 主角
星际旅行：初代的主角多为聯邦星艦企業號 (NCC-1701)上的船员。

## 星际旅行：下一代

### 主角
| 角色         |                                   | 演員        | 职务                                | 种族                                |
| ------------ | --------------------------------- | ----------- | ----------------------------------- | ----------------------------------- |
| 让-卢克·畢凱 (Jean-Luc Picard)  | 上校                              | · ()        | 舰长 (舰队指挥官级)                 | 人类                                |
| 威廉·瑞克 () | 中校                              | · ()        | 大副                                | 人类                                |
| Data         | 少校                              | ()          | 二副 / 科学官                       | 仿生人                              |
| ()           | 中尉(1)／上尉(2) ／少校(3-7)      | · ()        | 輪機長                              | 人类                                |
| ()           | 中尉(1)／上尉(2-7)                | ()          | 安全長 / 戰術官                     | 克林贡人                            |
| ()           | 中校                              | ()          | 醫療長 (缺席第二季)                 | 人类                                |
| ()           | 中校                              | 黛安娜·穆德 (Diana Muldaur)  | 醫療長(第二季)                      | 人类                                |
| ()           | 少校(1-6)／中校(7)                | ()          | 駐艦心理顧問                        | 一半贝塔索人(母亲)， 一半人类(父亲) |
| ()           | 上尉                              | 丹尼絲·克洛斯比 (Denise Crosby)  | 安全長(第一季)                      | 人类                                |
| 衛斯 (Wesley Crusher)      | 實習少尉(1-3)／ 少尉(3-4)／軍校生 | 威爾·惠頓(Wil Wheaton) | 貝芙莉醫官的兒子 (一至四季，之後偶爾客串) | 人类                                |

### 配角
| 演員              | 扮演角色                                                     | 出場時間       |
| ----------------- | ------------------------------------------------------------ | -------------- |
| （）              | 亞歷山大·羅仁科（Alexander Rozhenko），武夫的兒子                                        | 四至七季       |
| ·安武（Patti Yasutake）         | ·小川（Alyssa Ogawa）護士                                                | 三至七季       |
| （）              | 解難（Guinan），睿智的酒保，故事中暗示她為偽裝成人類的高度智慧生命 | 二至七季       |
| （）              | 邁爾斯·布萊恩（Miles O'Brien），傳送長                                    | 一至七季       |
| 赵家玲（Rosalind Chao）        | 惠子·歐布萊恩（Keiko O'Brien），邁爾斯·歐布萊恩的妻子                         | 四至七季       |
| （）              | 克恩（星际旅行）（Kurn），武夫的兄弟                                 | 三至七季       |
| 瑪婕爾·巴瑞特（Majel Barrett） | （），星異顧問的母親 企業號计算机的幕後配音                            | 一至七季       |
| 丹尼爾·戴維斯（Daniel Davis） | 莫里亞蒂教授（Professor Moriarty），一個有知覺能力的全像甲板人物               | 第二、六季     |
| 约翰·德·兰西（）  | （Q），全知全能的貴族連續體（）成員之一                                 | 一至七季       |
| （）              | 巴克利上尉（），輪機官                                       | 三至七季       |
| （）              | 羅·拉倫少尉／上尉（Ro Laren），貝久人（Bajoran）                            | 五至七季       |
| 丹尼絲·克洛斯比（Denise Crosby）   | （），羅慕倫人（Romulan）                                           | 第四、五季     |
|                   | （），百科的貓                                                   | 三至七季       |
| 艾瑞克·曼育克（Eric Menyuk） | 旅人（The Traveler）                                                     | 第一、四、七季 |
| 馬克·（Mark Lenard）         | 沙瑞克（Sarek）大使，瓦肯人，的父親                               | 第三、五季     |

## 星际旅行：深空九号

### 主角
| 演員                                          | 軍階               | 種族                | 角色                       | 台视译名 | 身分                   |
| 艾佛里·布魯克斯                               | 中校／上校         | 人类                | 班傑明·席斯可              | 席班爵   | 指揮官（站長）         |
| 娜娜·維希特                                   | 少校／上校（中校） | 贝久人              | 奇拉·尼瑞斯 （奇拉是姓氏） | 琪拉     | 貝久駐站聯絡官／大副   |
| 雷內·奧柏戎諾瓦                               | 無                 | 变形人              | 歐多                       |          | 安全長（治安官）       |
| 亚历山大·希迪希 （在前三季叫做希迪希·法迪勒） | 中尉／上尉         | 人类 （经基因改造） | 朱利安·巴希尔              | 巴希爾   | 醫療長                 |
| 泰瑞·法瑞爾                                   | 上尉／少校         | 楚尔人              | 婕琪·戴克斯                | 戴婕琪   | 科學官（一到六季）     |
| 妮可·德波爾                                   | 少尉／中尉         | 楚爾人              | 艾莉·戴克斯                |          | 駐站心理顧問（第七季） |
| 麥克·朵恩                                     | 少校               | 克林貢人            | 沃尔夫（星际旅行）         |          | 戰略作戰官（四到七季） |
| 柯姆·明尼                                     | 士官長             | 人类                | 邁爾斯·歐布萊恩            | 歐瑞安   | 運作長                 |
| 希洛克·洛夫頓                                 | 平民               | 人类                | 傑克·席斯可                |          | 班傑明之子             |
| 阿明·辛默曼                                   | 平民               | 佛瑞吉人            | 夸克                       |          | 酒保                   |

## 星际旅行：航海家号

### 主角
| 角色                      | 軍階                       | 演員                 | 职务                                                   |
| 凯瑟琳·珍妮薇             | 上校                       | 凱特·慕格            | 艦長                                                   |
| 查克泰                    | （临时）少校               | 罗伯特·贝尔特兰      | 大副                                                   |
| 杜沃克                    | 上尉／少校                 | 提姆·鲁斯            | 安全長兼战术官                                         |
| 貝拉娜·朵芮絲             | （临时）中尉               | 若克斯娜·道森        | 轮机长                                                 |
| 湯姆·派瑞斯               | 中尉 降级至少尉 恢复至中尉 | 罗伯特·邓肯·麦克尼尔 | 舵手                                                   |
| 哈利·金                   | 少尉                       | 王以瞻               | 運作長                                                 |
| 医生 （紧急医疗全息程序） | 船员                       | 罗伯特·皮卡尔多      | 醫療長                                                 |
| 尼利斯                    | 船員                       | 伊桑·菲利普斯        | 厨师、外交顧問、士氣官，后被任为星際艦隊駐第四象限大使 |
| 凱絲                      | 船員                       | 詹尼弗·丽恩          | 培养室园丁、医疗助手／学生                             |
| 九之七                    | 船員                       | 洁丽·雷恩            | 轮机员、天體測量員                                     |

### 配角
| 演員                                 | 角色                                                       | 出現           |
| ------------------------------------ | ---------------------------------------------------------- | -------------- |
| （Anthony De Longis）                | First Maje （Culluh），卡松（Kazon-Nistrim）領導人         | 第一至三季     |
| （Martha Hackett）                   | 西絲卡（Seska）少尉，卡達西間諜                            | 第一至三、七季 |
| （Alexander Enberg）                 | 佛瑞克（Vorik）少尉，瓦肯人                                | 第三至五、七季 |
| （Scarlett Pomers）                  | 娜奥米·懷德曼（Naomi Wildman），第一位出生於航海家號之孩童 | 第二至七季     |
| （Tarik Ergin）                      | 阿亞拉（Ayala）中尉                                        | 第一至七季     |
| （John Tempoya）                     | （Nozawa Kashimuro）                                       | 第一至四、七季 |
| （Nancy Hower）                      | 薩曼莎·懷德曼（Samantha Wildman）少尉，娜奥米的母親        | 第二至六季     |
| （Josh Clark）                       | 約瑟夫·卡瑞（Joseph Carey）中尉，                          | 第一、五至七季 |
| （Simon Billig）                     | （Hogan）中尉                                              | 第二、三季     |
| （Christine Delgado）                | （Susan Nicoletti）中尉                                    | 第一至四、七季 |
| 都伊特·舒特茲（Dwight Schultz）      | 瑞吉納德·巴克利（Reginald Barclay）上尉                    | 第二、六至七季 |
| （Raphael Sbarge）                   | 麥可·瓊納斯（Michael Jonas）少尉                           | 第二季         |
| （Tom Virtue）                       | （Walter Baxter）中尉                                      | 第一至二、七季 |
| （Manu Intiraymi）                   | 伊查柏（Icheb），前博格人                                  | 第七季         |
| （Alice Krige） （Susanna Thompson） | 博格女王（The Borg Queen）                                 | 第五至七季     |
| （Marley S. McClean）                | （Mezoti）                                                 | 第六至七季     |
| （Cody Wetherill）                   | （Rebi）                                                   | 第六至七季     |
| （Kurt Wetherill）                   | （Azan）                                                   | 第六至七季     |
| （Brad Dourif）                      | （Lon Suder）少尉，convicted of murder                     | 第二至三季     |
| （Brian Markinson）                  | 彼得·德斯特（Peter Durst）中尉                             | 第一季         |
| （Zoe McLellan）                     | （Tal Celes）船員                                          | 第六季         |
| 約翰·德蘭西（John de Lancie）        | Q，全知全能的貴族連續體（Q Continuum）成員之一             | 第二至三、七季 |
| 馬汀·瑞納（Martin Rayner）           | （Chaotica）醫生                                           | 第五、七季     |
| （Allan G. Royal） （Bruce McGill）  | （Braxton）艦長，來自29世紀之星艦艦長                      | 第三、五季     |
| （Warren Munson） （Richard Herd）   | 歐文·派瑞斯（Owen Paris）將軍，湯姆·派瑞斯之父親           | 第二、五至七季 |
| （John Rhys-Davies）                 | 李奧納多·達文西（Leonardo da Vinci）                       | 第三至四季     |

### 客串演出
- 星異（Deanna Troi），由瑪莉娜·佘提斯（Marina Sirtis）所飾演。
- 瑞克（William Riker），由強納森·佛瑞克斯（Jonathan Frakes）所飾演。
- 夸克（Quark），由阿明·辛默曼（Armin Shimerman）所飾演。
- 鷹眼（Geordi La Forge），由李瓦·波頓（LeVar Burton）所飾演。
- Q2，貴族Q的兒子，由（Keegan de Lancie）所飾演。
- 安迪·迪克（Andy Dick）飾演，緊急醫療全像程式第二代，出現於第四季第14集，瓶中信（Message in a Bottle）。
- 憤怒反抗機器（Rage Against the Machine）團體的成員之一湯姆·莫雷羅（Tom Morello），曾在一集中飾演船員（Mitchell）。

## 星际旅行：企业号

### 主角
| 演员              | 军衔                | 角色            | 职务                       |
| 史考特·巴库拉     | 舰长                | 乔纳森·阿彻     | 舰长                       |
| 茱莲娜·布蕾罗克   | Sub Commander       | 特珀            | 大副；船上唯一的瓦肯人船員 |
| 康纳·崔尼尔       | 中校 （Commander）  | 查尔斯·塔克三世 | 輪機長                     |
| 多米尼克·基廷     | 中尉 （Lieutenant） | 麦尔康·李德     | 戰術官                     |
| 朴琳达            | 少尉 （Ensign）     | 佐藤星          | 通訊官                     |
| 安瑟尼·蒙特哥莫瑞 | 少尉                | 特拉维斯·梅威瑟 | 舵手                       |
| 约翰·比林斯雷     | 醫官                |                 | 船上的德諾布拉人醫生       |